# Anticipația CPSF

Coperta primului număr al colecției reînviate (CPSF 467)

Anticipația CPSF a fost un periodic de literatură pentru tineret editat inițial de revista „Știință și Tehnică”, o reluare a seriei Colecția „Povestiri științifico-fantastice”. Primul număr, numerotat 467 tocmai pentru a marca intenția de a continua tradiția vechii reviste, a apărut în 1990. Cu unele excepții, a apărut lunar.

## Istorie
Revista a fost realizată de redactorii „Știință și Tehnică”: Ioan Eremia Albescu, Viorica Podina, Pavel D. Constantin, cu sprijinul unor „consultanți literari”: Cristian Tudor Popescu (467- 480), Mihai-Dan Pavelescu (481-5??), Aurel Cărășel.
În aprilie 1990 a apărut la Craiova numărul 467 al CPSF redactat de Viorel Pîrligras, Daniel Cristian Dumitru și Dodo Niță. Redacția Știință și Tehnică i-a amenințat cu un proces pentru furt de proprietate intelectuală, astfel încât echipa de la Craiova a declarat că revista lor se numește 467 și nu Colecția „Povestiri științifico-fantastice” și au adăugat un subtitlu, Colecția romanelor SF. Numărul 467 apărut la Craiova a avut un tiraj de 50.000 de exemplare și avea formatul, prezentarea grafică și numărul de pagini al broșurilor din CPSF. Revista de la Craiova a fost editată de SFVA a început cu publicarea în foileton a romanului Paraziții leului de Francis Carsac -  tradus de Anca Obrocea, dar și-a încetat apariția într-un an de la apariția sa.
Primul număr al seriei noi, 467, editat de „Știință și Tehnică” a apărut în mai 1990. Modelul copertei este copiat după coperta din anii 1956-1963. Numerele 467-473 au prezentat în foileton romanul Sfârșitul copilăriei de Arthur C. Clarke (traducere de Mihai-Dan Pavelescu).

## Apariții

### 467 - 499
| Nr.     | Data apariției | Text principal | Alte scrieri | Redactor                                                                                          | Coperta           | Preț   | Note / Ref.                |
| ------- | -------------- | --- | --- | ------------------------------------------------------------------------------------------------- | ----------------- | ------ | -------------------------- |
| 467     | 01-05-1990     | Sfârșitul copilăriei de Arthur C. Clarke (traducere de Mihai-Dan Pavelescu) (1)                                      | Bună dimineața, domnule Yona de Adrian Ionescu, Vis gripal de Ray Bradbury; Zbor de pe muntele liniștit de Dănuț Ungureanu | Ioan Eremia Albescu                                                                               | Emil Bogos        | Lei 5  | Apare de 2 ori pe lună     |
| 468     | 15-05-1990     | Sfârșitul copilăriei de Arthur C. Clarke (2)                                                                         | Möbius de Gheorghe Păun, Aleea din noapte de Cristian Lăzărescu, Tic-tac de Lucian Merișca, Actualitatea internațională SF eseu de Ion Doru Brana, Pianul preparat de Horia Aramă | Ioan Eremia Albescu                                                                               | Valentin Tănase   | Lei 5  | Apare de 2 ori pe lună     |
| 469     | 01-06-1990     | Sfârșitul copilăriei de Arthur C. Clarke (3)                                                                         | Ca Sandra de Silviu Genescu, Cartea pragurilor de Cristian T. Popescu, O stea plecată-n depărtări de Ștefan Ghidoveanu, Ficțiunea subversivă eseu de Dan Merișca, Liliput 2005 de Dorin Feșteu, Actualitatea internațională SF eseu de Ion Doru Brana, Întâlniri de 3° BD de Nicu Spireanu; Johnny și caracatița de Marian Truță                            | Ioan Eremia Albescu                                                                               | Ioan Mihăiescu    | Lei 5  | Apare de 2 ori pe lună     |
| 470     | 15-06-1990     | Sfârșitul copilăriei de Arthur C. Clarke (4)                                                                         | Cîteva motive de fericire de Sorin F. Popa, Harradey de Dimitrie Lupu; Legea cea mare de Camil Baciu, Relatare despre dublu de Ovidiu Bufnilă | Ioan Eremia Albescu                                                                               | Călin Popovici    | Lei 5  | Apare de 2 ori pe lună     |
| 471     | 01-07-1990     | Sfârșitul copilăriei de Arthur C. Clarke (5)                                                                         | Despre Opinie eseu de Isaac Asimov, Domnului Frankenstein, cu dragoste! de Ovidiu Petcu, Contactul de Tudor Negoiță, Mai mult ca perfectul crimeide Adrian Rogoz | Ioan Eremia Albescu                                                                               | Valentin Tănase   | Lei 8  | Apare de 2 ori pe lună     |
| 472     | 15-07-1990     | Sfârșitul copilăriei de Arthur C. Clarke (6)                                                                         | Monumentul de George Ceaușu, Planeta tăcerii de Pierfrancesco Prosperi, The SF Book Club de Nic Nicolaev, Scaunul rebel de Mircea Șerbănescu | Ioan Eremia Albescu                                                                               | Ioan Mihăescu     | Lei 8  | Apare de 2 ori pe lună     |
| 473     | 01-08-1990     | Sfârșitul copilăriei de Arthur C. Clarke (7, sfârșit)                                                                | Muzeul de Gheorghe Păun, Mirajul de Ovidiu Tincu, Dragoste cu luciditate de Tudor Negoiță, Stele variabile de Anca Mizumschi | Ioan Eremia Albescu                                                                               | Călin Popovici    | Lei 10 | Apare de 2 ori pe lună     |
| 474     | 1990           | Maimuțoii credeau că totu-i o distracție de Orson Scott Card (traducere de Mihai-Dan Pavelescu)                      | Raport prescurtat de Constantin Pavel, Calculator de viitor de Cristian M. Teodorescu, Cînd va crește casa noastră mare de George Ceaușu | Ioan Eremia Albescu                                                                               | Călin Popovici    | Lei 10 | Apare neregulat.           |
| 475     | 1991           | Situație de evitare de James McConnell, traducere a povestirii „Avoidance Situation” (1956) de Cristiana Smărăndescu | Parcul cibernetic de Eduard Jurist, Chagrin de Julia Teodorescu, Incidentul de la sera 123 de Dan Farcaș, Mimetizatorul de Damiano Malabaila (pseudonimul lui Primo Levi) (prima dară apărută în CPSF 297/1967; traducere a povestirii „Alcune applicazioni del Mimete” de către Iancu G. Bîrlădeanu), Nebunul de Ovidiu Harabula, Sfântul de Aurel Cărășel | Ioan Eremia Albescu                                                                               | Emil Bogos        | Lei 10 |                            |
| 476     | 1991           | Aragua roman de Camil Baciu (1/5)                                                                                    | A o sută una lege a roboticii de Liubomir Nikolov (traducere de Florin Mehedințeanu); Lume mică de Bob Shaw (traducere de Cristian Tudor Popescu); Legătură telefonică în viitor de Lewis Padgett (traducere de Nina George Daian); Cușca cu libertate de Mădălina Amarie                                                                                   | Ioan Eremia Albescu                                                                               | Mihai Raicu       | Lei 10 |                            |
| 477     | 1991           | Aragua de Camil Baciu (2)                                                                                            | De la început de Alder Timergalin (traducere de Florin Mehedințeanu); Forțele de ocupație de Frank Herbert (traducere de Cristina Vasiliu); Mutantul de Kir Bulîciov (traducere de Florin Mehedințeanu), Cine se joacă cu viețile noastre de Cătălin Balaur, Generația a treia de Kemény Dezső (traducere de Liviu Pîrțac)                                  | Ioan Eremia Albescu                                                                               | Mihai Coliban     | Lei 12 |                            |
| 478     | 1991           | Aragua de Camil Baciu (3)                                                                                            | Soluția finală de Isaac Asimov (traducere de George Veniamin), Jocul de Martin Mircea Andrei. Rebus: Oamenii anului unu de Radu Stoianov | Ioan Eremia Albescu                                                                               | Valentin Tănase   | Lei 12 |                            |
| 479     | 1991           | Aragua de Camil Baciu (4)                                                                                            | Puneți o întrebare de Robert Sheckley (traducere de Cristian Tamaș), Demon de Ovidiu Buta, În căutarea unui loc de muncă de V. Nichitin (traducere de Vasile Oroian) Rebus: Fals tratat de magie aplicată de Radu Stoianov | Ioan Albescu (director); Gheorghe Badea (director adjunct), Viorica Podină (responsabil colecție) | Călin Popovici    | Lei 15 |                            |
| 480     | 1991           | Aragua de Camil Baciu (5)                                                                                            | Laura de Liven Dek (traducere de Florin Mehedințeanu); Cîntecul nupțial de Frank Herbert (traducere de Cristina Vasiliu). Rebus: Atlantida, continentul pierdut (I) de Radu Stoianov | Viorica Podină (șef redacție)                                                                     | Radu Canciovici   | Lei 15 |                            |
| 481     | 1991           | Cine-i acolo ? de Don A. Stuart (1) (traducere de Mihai-Dan Pavelescu)                                               | Teleficțiune de Eduard Jurist; Specia Regina de Victor Nițelea; SF ca paraliteratură eseu de Cristian Tudor Popescu; | Viorica Podină                                                                                    | Mihai Ciochia     | Lei 15 |                            |
| 482     | 1991           | Cine-i acolo ? de Don A. Stuart (2)                                                                                  | Vernisajul de Monica Mureșan; Termotul de Petrică Sîrbu și Ștefan Ghidoveanu, Filmele SF ale ultimului deceniu eseu de Mihai Bădescu, Vitrina literară eseu de Cristian Tamaș | Viorica Podină                                                                                    | Radu Gavrilescu   | Lei 15 |                            |
| 483     | 1992-ian.      | Revoltă în labirint de Dan și Lucian Merișca (1)                                                                     | Crăciun însîngerat de Mircea Brateș, Sticla Albastră de Ray Bradbury (traducere de Radu Garbacea); Fata de Zăpadă de Kir Bulîciov (traducere de Petru Iamandi); Omul cel tăcut eseu de Alexandru Mironov | Viorica Podină                                                                                    | Radu Gavrilescu   | Lei 25 |                            |
| 484     | 1992-febr.     | Revoltă în labirint de Dan și Lucian Merișca (2)                                                                     | Cazul Rautavaara de Philip K. Dick (traducere de Cristian Tamaș); Hotelul Trandafirul nou de William Gibson (traducere de Mihai-Dan Pavelescu), Inelul de Goran Hudec(traducere de Petru Iamandi), | Viorica Podină                                                                                    | Radu Gavrilescu   | Lei 25 |                            |
| 485     | 1992-mar.      | Făuritor de univers de A. E. van Vogt (traducere de Mihai-Dan Pavelescu) (1)                                         | Duminica, spre prînz de Gheorghe Păun; Legea de Iulia Anania; A. E. van Vogt, creatorul de universuri, eseu de Ion Hobana, Incursiune de Doru Gologan | Viorica Podină                                                                                    | Walter Riess      | Lei 25 |                            |
| 486     | 1992-apr.      | Făuritor de univers de A. E. van Vogt (2)                                                                            | Un EuroCon de perspectivă eseu de Alexandru Mironov, Despre Fundație eseu de Isaac Asimov, Break down the wall! de Ovidiu Bufnilă | Viorica Podină, Mihai-Dan Pavelescu                                                               | ?                 | Lei 25 |                            |
| 487     | 1992-mai.      | Făuritor de univers de A. E. van Vogt (3)                                                                            | Despre raportul dintre știință și science-fiction eseu de Philip Goy (traducere de Ștefan Ghidoveanu); Construcția eseu de Cristian Tudor Popescu, Punct și de la capăt de Victor Nănescu, Timpul ca o pradă de George Ceaușu, Dincolo de noi, marea... de Alina Popov                                                                                      | Viorica Podină                                                                                    | Walter Riess      | Lei 25 |                            |
| 488     | 1992-iun.      | Făuritor de univers de A. E. van Vogt (4)                                                                            | Meusa de Mihail Grămescu, Poezie practică de Mihnea Columbeanu, Transformarea de Cotizo Draia, Hăituiala de Ovidiu Ruță, Nopți cu Erna de Adrian Bănuță | Viorica Podină                                                                                    | Walter Riess      | Lei 25 |                            |
| 489     | 1992-iul.      | Raid aerian de John Varley (traducere de Mihnea Columbeanu)                                                          | Sunetul, parfumul și culoarea de Constantin Buiciuc, Al șaselea palat de Robert Silverberg (traducere a The Sixth Palace de către Constantin Cozmiuc); Lumea la care nu visăm de Aurel Cărășel, Sursa de Pavel D. Cătălin, Noaptea cea mai lungă de Florin Pîtea                                                                                            | Viorica Podină                                                                                    | Marian Leonida    | Lei 25 |                            |
| 490     | 1992-aug.      | Ceața de Dănuț Ungureanu                                                                                             | Securiștii viitorului, eseu de Cristian Tudor Popescu; Aprilie 2005: Usher II de Ray Bradbury; Iluzii de Darius H. Luca; | Viorica Podină                                                                                    | Radu Gavrilescu   | Lei 25 |                            |
| 491     | 1992-sept.     | Panzerboy de Walter Jon Williams (traducere de Mihai-Dan Pavelescu)                                                  | Rubrica Punct de vedere: Publicul și acadeaua eseu de Cristian Lăzărescu; Nevinovat de Pavel Amnuel (traducere de Stoicescu Valerian); Pod între dimineți de Marian Truță | Viorica Podină                                                                                    | Walter Riess      | Lei 25 |                            |
| 492     | 1992-oct.      | Loterie solară (Solar lottery) de Philip K. Dick (1) (traducere de Anca Răzuș)                                       | Cain & Abel de Ovidiu Bufnilă, Zirn abandonat, palatul Jenghik în flăcări, Jon Westerley mort de Robert Sheckley (traducere de Mihai-Dan Pavelescu); Țeapa de Marius Alecu; Visele electrice eseu de Mihai-Dan Pavelescu (despre Philip K. Dick) | Viorica Podină                                                                                    | Walter Riess      | Lei 25 |                            |
| 493-494 | 1992-nov. dec. | Loterie Solară de Philip K. Dick (2)                                                                                 | Testul negației și tema saltimbancului în scrierile lui Colin de Mihail Grămescu, Opțiune de Leonard Oprea, Imaginea din oglindă de Diana Burileanu, Și zeii se supun destinului de Răzvan Antonescu, Premii, topuri, clasamente (IV) eseu de Cornel Robu                                                                                                   | Viorica Podină (redactor șef)                                                                     | Walter Riess      | Lei 60 | Număr dublu (64 de pagini) |
| 495-496 | 1993-ian. feb. | Loterie Solară de Philip K. Dick (3)                                                                                 | Problematică SF. Interviu epistolar cu domnul Alexandru Mironov eseu de Mihail Grămescu; Deux ex machina de Silviu Genescu, Noi, cei cu ochii arși de Mihai Hăulică (premiul I Dan Merișca); Nivelul zero de Oana Durican; Premii, topuri, clasamente (V) eseu de Cornel Robu                                                                               | Constantin D. Pavel (secretar general de redacție); Mihai-Dan Pavelescu (redactor literar)        | Walter Riess      | Lei 60 | Număr dublu (64 de pagini) |
| 497     | 1993-mar.      | Mercuria de Mihnea Columbeanu                                                                                        | Un caz incurabil eseu de Cristian Lăzărescu; Bayswater, sîmbăta seara de Raymond Humphreys (traducere de Petru Iamandi); Indezirabilul de Dănuț Ivănescu; Predispus de Mack Reynolds (traducere de Mihai Cranta) | Mihai-Dan Pavelescu (redactor literar); Constantin D. Pavel (secretar general de redacție)        | Gilbert Colobanea | Lei 40 |                            |
| 498     | 1993-apr.      | Jocul lui Ender de Orson Scott Card                                                                                  | CPSF Anticipația onorată la Eurocon'93 cu premiul pentru cea mai bună revistă SF din Europa eseu de Alexandru Mironov; Scena pustie de Viorel Pîrligras și Mihaela Paciugă, Monumentul eroului etern de Mihail Grămescu; Coadă de pește de Constantin Buiciuc                                                                                               | Mihai-Dan Pavelescu (redactor literar); Constantin D. Pavel (secretar general de redacție)        | Constantin Jurcuț | Lei 40 |                            |
| 499     | 1993-mai       | Krash-Bangg Joe și ecuația Zen-pineală de Eric Brown (traducere de Florin Pîtea)                                     | Punct de vedere: Povestea unei schimbări eseu de Cristian Lăzărescu, Premiera de Ovidiu Tudoran, Veriga slabă de James Tiptree, Jr. (traducere a The Screwfly Solution de Mihai-Dan Pavelescu), Concert de muzică, gelozie și culoare de Carmen Neagu | Mihai-Dan Pavelescu (redactor literar); Constantin D. Pavel (secretar general de redacție)        | Valentin Leonida  | Lei 50 |                            |